# Гравина ди Катания
Гравѝна ди Ката̀ния (на италиански: Gravina di Catania, на сицилиански само Gravina, Гравина) е град и община в Южна Италия, провинция Катания, автономен регион и остров Сицилия. Разположен е на 355 m надморска височина. Населението на общината е 26 231 души (към 2011 г.).